# Gérard Lelievre
Gérard Lelièvre (13. listopadu 1949, Laval) je bývalý francouzský atlet, chodec, trojnásobný účastník olympijských her.
Celkem třináctkrát se stal mistrem Francie v chůzi na 20 kilometrů a desetkrát na padesátikilometrové trati. Na olympiádě v roce 1976 obsadil v závodě na 20 kilometrů chůze deváté místo. Na evropském halovém šampionátu v roce 1981 v Grenoblu vybojoval třetí místo v chůzi na 5000 metrů. Na evropském i světovém šampionátu v následujících dvou letech skončil v závodě na 20 kilometrů chůze vždy těsně pod stupni vítězů (4., resp. 5. místo). Jeho největším úspěchem bylo vítězství v závodě na 5000 metrů na halovém mistrovství světa v roce 1985 v osobním rekordu 19:06,20.